# Diga foranea

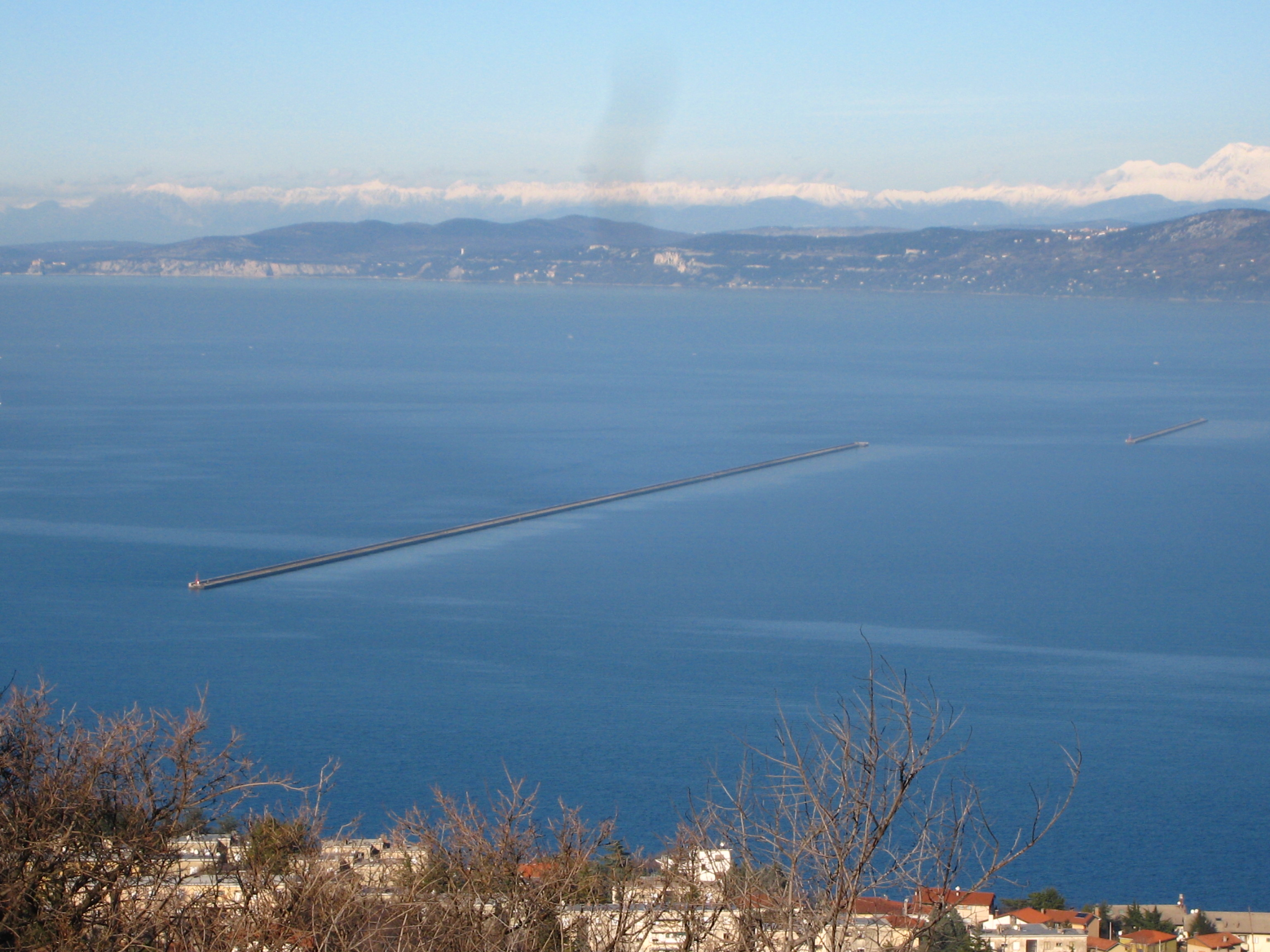
Dighe foranee a Trieste

Una diga foranea è un'opera di sbarramento prospiciente un porto. L'aggettivo forànea sta ad indicare che, per sua natura, la costruzione attiene al porto, ma si trova al di fuori di esso. Una diga assolve principalmente la funzione di proteggere la costa smorzando l'intensità del moto ondoso, ma può anche avere il compito di garantire protezione militare, come nel caso della diga foranea della Spezia.
Vista la loro funzione, le dighe foranee sono di solito costruite sul mare, ma ne esistono anche di lacustri, come nel caso della diga che ripara Como.

## Dighe foranee in Italia

### La diga foranea della Spezia

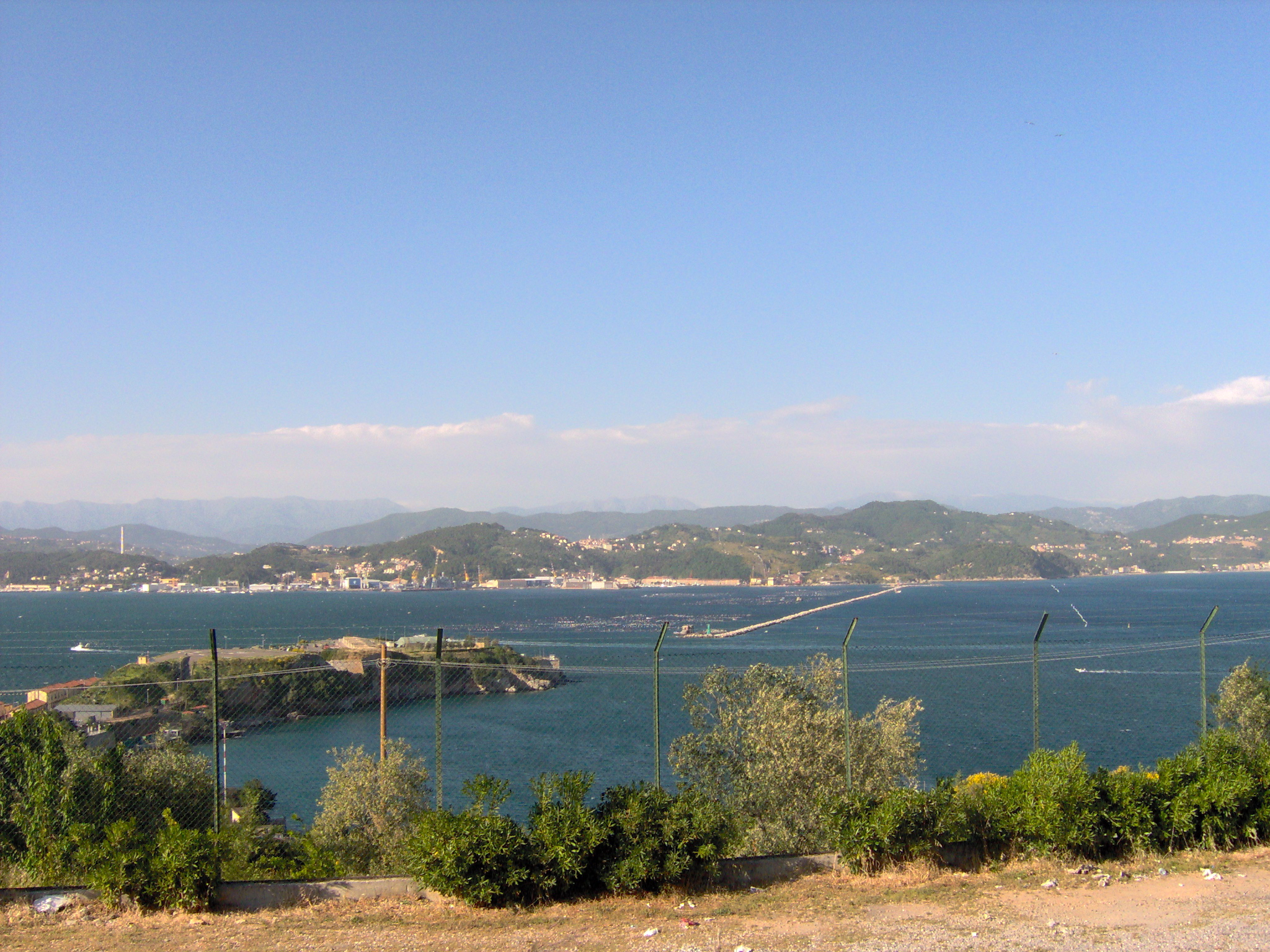
La diga foranea della Spezia

All'imboccatura del Golfo della Spezia si trova una massiccia diga foranea, della lunghezza di 2.210 m, che lo taglia  tra punta Santa Maria, a ponente, e punta Santa Teresa, a levante.
La diga, costruita alla fine del XIX secolo a protezione della navigazione nelle acque del golfo oltre che per scopi difensivi, lascia aperti alle sue estremità due stretti passaggi di 400 m e 200 m rispettivamente, facilmente controllabili e che costituiscono i soli accessi al porto per il traffico navale. 
Il  progetto della diga è di Cesare Guarasci, coadiuvato da  Ciro Versé e Cesare Prato. La sua costruzione, iniziata nel 1873 e terminata nel 1884, è avvenuta a parete inclinata con lo scarico controllato di grandi massi di roccia a formare una piramide subacquea con una base della larghezza di circa 50 m e di 13 m di altezza.
La diga svolse effettivamente una funzione di difesa nel corso della Seconda Guerra Mondiale. La costruzione fu devastata da attacchi marittimi e aerei e venne ripristinata a conclusione del conflitto dagli operai del Genio e dalle brigate dei sommozzatori che liberarono il Golfo anche da relitti militari, inquinamento, bombe esplose e inesplose.
Con il tempo le pareti del manufatto ospitano varia flora e fauna subacquea oggetto di studi ecologici.

### La diga foranea di Gela
Una delle più grandi dighe foranee d'Italia è quella del porto-isola di Gela, che ha il compito di proteggere il lungo pontile di 2800 metri dal moto ondoso. Si sviluppa per una lunghezza complessiva di circa 1.150 m ed è posta a circa 3 km dalla linea di costa, in corrispondenza del polo petrolchimico cittadino.
Nel 2004 la diga è stata duramente colpita da una mareggiata che l'ha danneggiata in più punti e il suo recupero è ancora in corso di svolgimento. Sulla sua banchina possono ormeggiare navi di grossa stazza, come le petroliere, grazie ai fondali profondi che consentono circa 12 m di pescaggio massimo.

### La diga foranea di Brindisi
Lunga 2.385 m in totale, protegge a nord il porto di Brindisi, sviluppandosi da ovest verso il mare aperto ad est. Il tratto presso la costa attraversa l'isolotto di Punta Riso, che fa parte dell'arcipelago delle Isole Pedagne, il resto si sviluppa su fondali di circa 60 m di profondità.

### La diga foranea di Genova
Si tratta di una diga a parete verticale, a protezione del porto di Genova, composta da due tratti principali per una lunghezza complessiva di oltre 3.800 m. Il primo tratto, di 1.550 m, fu costruito tra il 1916 ed il 1926. Il secondo tratto, di 1.850 m, fu concluso nel 1929. Successivamente venne realizzato un prolungamento di altri 400 m a difesa dell'entrata del porto a levante. I lavori della diga furono ultimati nel 1933.
Nel corso degli anni soffrì vari problemi. Durante la guerra (1945) le truppe tedesche aprirono una breccia di oltre 80 m. Varie mareggiate (soprattutto nel 1949) causarono alcuni danni e piccole brecce. Ma fu la tempesta ciclonica del febbraio del 1955 che causò il principale crollo della diga, che interessò complessivamente un'estensione di circa 450 m. È stato approvato un progetto per spostare la diga circa 500 m più al largo, con nuova struttura e funzionalità: verranno ampliati gli spazi di transito e manovra per le navi all'interno dello scalo marittimo, così da potenziarne la capacità di accoglienza.
I lavori della nuova diga sono partiti a maggio 2023 ad opera del consorzio Pergenova Breakwater, composto da Webuild  (40%), Fincantieri (25%), Fincosit (25%) e Sidra (10%). Il progetto rientra tra quelli inclusi nel PNRR ed ha un valore di oltre 900 milioni di euro.

## Altre dighe foranee
In Francia, sono notevoli le dighe foranee del porto di Cherbourg (Francese: rade de Cherbourg), incominciate nel 1783, che misurano più di 6.000 m di lunghezza.
In Turchia sono presenti le rovine della diga foranea del porto interrato di Elaea sono visibili sulle mappe satellitari a 38°56'35.54"N 27°2'16.34"E.